# Крейни, Мартин
Ма́ртин Джеймс Крэ́йни (англ. Martin James Cranie; 26 сентября 1986, Йовил, Сомерсет) — английский футболист, защитник.

## Клубная карьера

### «Саутгемптон»
Крейни — воспитанник футбольной Академии «Саутгемптона». Весной 2004 года из-за травм ведущих игроков он был привлечен в основной состав «святых» и 1 мая дебютировал в английской Премьер-Лиге в матче против «Челси», в котором отметился автоголом.
В октябре 2004 года на правах месячной аренды отправился в клуб Лиги Один «Борнмут», где сыграл в 3 встречах. «Борнмут» рассчитывал продлить аренду молодого защитника, однако получил отказ. В результате, в сезоне 2004/2005 Крейни провёл лишь 3 игры за «Саутгемптон», вместе с которым вылетел из Премьер-Лиги. Также, он выступал за молодёжную команду, в составе которой дошёл до финала Молодёжного кубка Англии 2005, где уступил «Ипсвич Таун».
В сезоне 2005/2006 Крейни сыграл уже 11 матчей за основной состав «Саутгемптона», но в ноябре 2006 года отправился в очередную аренду, в клуб «Йовил Таун». Вернувшись в январе в стан «святых», 2 марта 2007 года защитник на месяц был вновь арендован «Йовил Таун». Возвратившись в апреле в «Саутгемптон», Крейни принял участие в полуфинале плей-офф Чемпионшипа против «Дерби Каунти», где его команда уступила в серии пенальти. В конце сезона «Саутгемптон» предложил защитнику продлить на один год истекающий контракт, однако тот принял решение покинуть клуб, поскольку хотел получать больше игровой практики.

### «Портсмут»
26 июня 2007 года Крейни подписал 3-летний контракт с «Портсмутом», воссоединившись со своим бывшим тренером Гарри Реднаппом. Дебютировал 15 августа 2007 года в домашней встрече против «Манчестер Юнайтед» (1:1), показав весьма уверенную игру. Проведя 3 матча за «Портсмут», 6 октября 2007 года Крейни согласился отправиться в 3-месячную аренду в «Куинз Парк Рейнджерс», представляющий Чемпионшип. Однако, сыграв всего в 6 матчах за лондонцев, Крейни получил перелом ноги и выбыл из строя на долгий срок.
Восстановившись после травмы, в сентябре 2008 года защитник на правах аренды присоединился к «Чарльтон Атлетик», также выступающему в Чемпионшипе. Сыграв в 19 матчах, в январе 2009 года Крейни вернулся в «Портсмут» и принял участие в двух матчах Кубка Англии.

### «Ковентри Сити»
12 августа 2009 года «Портсмут» согласился продать Крейни в «Ковентри Сити». Сумма перехода составила £500 тыс.. 15 августа Мартин дебютировал в составе «небесно-голубых» в матче против «Барнсли» (2:0), а 19 сентября забил свой первый гол на клубном уровне, отличившись в победной встрече против «Шеффилд Юнайтед» (3:2).
Перед началом сезона 2010/2011 «Норвич Сити» хотел подписать защитника, однако главный тренер Эйди Бутройд не хотел терять основного игрока и отклонил предложение. Перед сезоном 2011/2012 Крейни был в числе 4 кандидатов на роль капитана «Ковентри», но им был выбран Ричард Вуд.
По итогам сезона 2011/2012 «Ковентри» вылетел из Чемпионшипа и Крейни отклонил предложение о новом контракте, став свободным агентом. В июле 2012 года он находился на просмотре в «Лидс Юнайтед» и принимал участие в товарищеских играх, но контракт не был подписан.

### «Барнсли»
20 августа 2012 года на правах свободного агента перешёл в «Барнсли». На следующий день дебютировал в составе «дворняг» в матче против «Вулверхэмптон Уондерерс» (1:3).
Сыграв в общей сложности 36 матчей, по итогам сезона 2012/2013 Крейни был признан "Игроком года «Барнсли» по версии футболистов. Летом 2013 года он продлил истекающий контракт с клубом на 2 года. В сентябре 2013 года Мартин стал новым капитаном «Барнсли» и оставался им вплоть до марта 2014 года, когда получил травму подколенного сухожилия. Он вернулся в строй на последние 5 игр, но не сумел помочь «дворнягам» избежать вылета в Лигу Один. По итогам сезона Крейни вновь был назван «Игроком года».
Перед началом сезона 2014/2015 «Барнсли» пытался продать несколько ведущих игроков, включая Крейни, чтобы разгрузить зарплатную ведомость, но Мартин остался в клубе. Он также сохранил за собой капитанскую повязку, сыграв в том сезоне 38 матчей. «Барнсли» занял лишь 11-е место в чемпионате и в мае 2015 года Крейни покинул клуб по истечении контракта. Менеджер Ли Джонс хотел сохранить защитника в команде, но его заработная плата была слишком высока для Лиги Один.

### «Хаддерсфилд Таун»
Летом 2015 года Крейни отправился на просмотр в «Хаддерсфилд Таун» и 22 июля подписал однолетний контракт с опцией продления. Дебютировал 5 августа в игре против «Халл Сити» (0:2). Всего, по итогам сезона 2015/16 сыграл в 39 матчах, действуя преимущественно на позиции правого защитника.
В следующем сезоне стал реже появляться на поле, но принял участие в финале плей-офф Чемпионшипа 2016/17, в котором «Хаддерсфилд» одержал победу над «Редингом» в серии пенальти (4:3) и добился права выступать в Премьер-Лиге.

### «Мидлсбро»
31 января 2018 года перешёл в «Мидлсбро», условия сделки остались нераскрытыми. Дебютировал 10 февраля в домашнем матче против «Рединга» (2:1), выйдя на замену вместо Стюарта Даунинга. 22 мая покинул «Мидлсбро» на правах свободного агента.

## Карьера за сборную
Мартин родился в англо-шотландской семье и первоначально выступал за юношескую сборную Шотландии, однако затем сделал выбор в пользу сборной Англии. В декабре 2003 года в составе сборной Англии (до 20) вместе с Джеймсом Милнером и Стивеном Тейлором принимал участие в молодёжном Чемпионате мира, где был одним из самых юных игроков.
В 2005 году в составе сборной Англии (до 19) стал серебряным призёром юношеского чемпионата Европы. В 2009 году в составе сборной Англии (до 21) стал серебряным призёром молодёжного чемпионата Европы.

## Достижения
Сборная Англии
- Чемпионат Европы по футболу (юноши до 19 лет): 2005
- Чемпионат Европы по футболу среди молодёжных команд: 2009

 «Хаддерсфилд Таун»
- Победитель плей-офф Футбольной лиги Англии: 2016/17

 «Шеффилд Юнайтед»
- Вице-чемпион Футбольной лиги Англии: 2018/19